# Francis Leenhardt
Pour les articles homonymes, voir Leenhardt.
 (juin 2021).
Si vous disposez d'ouvrages ou d'articles de référence ou si vous connaissez des sites web de qualité traitant du thème abordé ici, merci de compléter l'article en donnant les références utiles à sa vérifiabilité et en les liant à la section « Notes et références ».
Francis Leenhardt, alias Lionel dans la Résistance, né le 24 avril 1908 à Marseille et mort le 3 novembre 1983 dans la même ville, est un résistant et un homme politique français. Il est président du conseil d'administration du quotidien Le Provençal depuis la Libération jusqu'à 1958.

## Biographie

### Jeunesse et études
Francis Leenhardt est issu d'une famille industrielle et commerçante protestante. Il est le fils de Paul Leenhardt, négociant, et de Suzelly Leenhardt, juste. Il suit ses études à l'annexe Saint-Charles (actuel lycée Saint-Charles) du lycée Thiers. Il obtient ensuite une licence de lettres, puis une licence de droit. Admis à l’École militaire d'infanterie de Saint-Maixent, il en sort avec le grade de lieutenant.
Après l'armistice de 1940, Francis Leenhardt, qui n'a aucune confiance dans le gouvernement de Vichy, décide de collaborer à un réseau de renseignements (Phalynx). Il entre dans la clandestinité en 1942 et c'est alors qu'il prend le nom de Lionel. Il fait d'abord partie du mouvement Libération-Sud, puis du Mouvement de libération nationale dont il devient délégué national. En 1943 il est chargé de créer des comités de libération clandestins d'abord en Zone Sud, puis pour l'ensemble du pays.
À la Libération, il préside le comité de libération des Bouches-du-Rhône. Avec Gaston Defferre, qu'il avait connu à l'Université de Montpellier et avec qui il a renoué en mai 1944, il fonde Le Provençal qui procède de la fusion de deux journaux clandestins, L'Espoir édité par Gaston Defferre et Le Marseillais, organe du MLN. En 1954, Francis Leenhardt reprend La République, un modeste quotidien de Toulon dont il fera « Var-Matin » en 1961 et dont il restera le président-directeur général jusqu'à sa mort. Il demeure cependant codirecteur du Provençal tandis que Jacques Defferre, le frère de Gaston, devient directeur de « Var-Matin ».

### Carrière politique
Politiquement, Francis Leenhardt se revendique centre-gauche et modéré. Il le démontrera d'ailleurs plus tard lorsqu'il sera avec la démocrate chrétienne Germaine Poinso-Chapuis à l'initiative de la loi d'août 1947 qui ordonne la restitution à leur propriétaire des usines réquisitionnés par les ouvriers à la Libération. Il fonde en juin 1945 avec Eugène Claudius-Petit, François Mitterrand et René Pleven l'Union démocratique et socialiste de la Résistance (UDSR), ultime avatar politique du MLN et de la volonté de maintenir unies les forces issues de la Résistance. Mais cette formation est trop faible pour faire cavalier seul et Francis Leenhardt doit s'allier avec Gaston Defferre et la SFIO pour être élu à l'Assemblée constituante du 21 octobre 1945. Aux élections du 2 juin 1946, Francis Leenhardt, qui a rejoint entre-temps la SFIO, est réélu et il l'est encore aux législatives de novembre 1946, de juin 1951, de janvier 1956 et de novembre 1958. En 1962 et en 1967, il refuse de s'allier au candidat communiste et se trouve battu par celui-ci. Il est élu en 1973 dans le Vaucluse, mais refuse de se représenter en 1978 à cause de sa mauvaise santé, préférant désormais se consacrer entièrement à son journal.

## Distinctions
- Médaille de la Résistance française avec rosette (3 janvier 1946)[4]
- Officier de la Légion d'honneur
- Croix de guerre 1939-1945